# Tony Cedras
Tony Cedras (Elsie's River, 1952 – Città del Capo, 29 gennaio 2024) è stato un musicista e polistrumentista sudafricano, suonatore di fisarmonica, harmonium, tastiere e chitarra.

## Biografia
Incise dischi, il più delle volte con la fisarmonica, suonando con vari noti artisti, tra cui Paul Simon, Harry Belafonte, Miriam Makeba, Henry Threadgill, Muhal Richard Abrams, Cassandra Wilson, Hugh Masekela, Tony Bird e Gigi. Ottenne il suo primo concerto professionale sotto la guida del suonatore di contrabasso Paul Abrahams. Fu chiamato a collaborare con numerose band come trombettista e tastierista.